# Roll with the punches
Roll with the punches is het zevenendertigste studioalbum van de Ierse zanger, gitarist, saxofonist en liedschrijver Van Morrison. Op dit album speelt hij hoofdzakelijk oude bluesnummers. Daarbij wordt hij onder meer bijgestaan door enkele Britse muzikanten, met wie hij al sinds de zestiger jaren heeft samengewerkt.
Van Morrison was de leadzanger van de Noord-Ierse band Them (1964-1966), die onder meer bekend is geworden met de nummers Gloria en Here comes the night. Nadat Them werd opgeheven, begon Morrison met een solo-carrière, waarbij hij veel succes had met liedjes als Brown eyed girl en Have I told you lately (that I love you). Hij heeft een breed repertoire, dat varieert van rock en Ierse folk tot jazz en blues.

## Muziek
Op dit album staan tien covers en vijf nummers die zijn geschreven door Van Morrison. Het openingsnummer Roll with the punches is geschreven door Van Morrison samen met de Engelse tekstschrijver Don Black. Er staan twee nummers van Bo Diddley op dit album, I can tell (dat ook is gecoverd is door Popa Chubby en The Fabulous Thunderbirds) en Ride on Josephine dat in 1960 door Bo Diddley is gespeeld op zijn album Cadillac.
Stormy Monday is veel gecoverd, onder meer door Them, the Allman Brothers en Eva Cassidy. Lonely avenue is geschreven door Doc Pomus, de artiestennaam van de Amerikaanse blueszanger/songwriter Jerome Solon Felder. Goin’ to Chicago is een jazzy nummer uit 1941 van de Amerikaanse jazz-musicus Count Basie. De tekst is geschreven door Jimmy Rushing, de leadzanger van het Count Basie Orchestra. Bring it on home to me is een soulnummer van Sam Cooke, dat onder meer is opgenomen door Otis Redding en Wilson Picket. How far from God is geschreven door Sister Rosetta Tharpe, die dit nummer in 1947 heeft opgenomen met het Sam Price trio. Zij wordt beschouwd als een pionier op het gebied van de gitaartechniek en heeft veel invloed gehad op o.a. Eric Clapton, Jeff Beck en Keith Richard.
Teardrops in my eyes is voor het eerst opgenomen in 1950 door Rudy Toombs met Bud Johnson’s Orchestra. Automobile van country/blues zanger Lightnin' Hopkins dateert eveneens uit 1950. Benediction van Mose Allison is een gospelnummer. Mean old world van T-Bone Walker is een slow-blues nummer.
Van de eigen composities van Van Morrison is Too much trouble een jazzy nummer en Transformation een soul-achtige song. De overige drie zijn blues nummers. Fame is eerder opgenomen door Morrison in 2003 op zijn album What ’s going wrong with this picture? Ordinary people stond eerder op The Philosopher ’s stone uit 1998.

## Tracklist
1. Roll with the punches – Van Morrison, Don Black – 3:58
2. Transformation – Van Morrison – 3:31
3. I can tell – Elias McDaniel (Bo Diddley), Samuel Smith – 3:51
4. Stormy Monday/Lonely avenue - T-Bone Walker/Doc Pomus - 5:30
5. Goin’ to Chicago – Count Basie, Jimmy Rushing – 5:22
6. Fame – Van Morrison – 5:06
7. Too much trouble – Van Morrison – 3:04
8. Bring it on home to me – Sam Cooke – 5:39
9. Ordinary people – Van Morrison – 4:41
10. How far from God – Sister Rosetta Tharpe – 3:47
11. Teardrops from my eyes – Rudy Toombs – 3:53
12. Automobile blues – Samuel Lightnin' Hopkins– 3:39
13. Benediction – Mose Allison – 3:12
14. Mean old world – T-Bone Walker – 4:59
15. Ride on Josephine - Elias McDaniel (Bo Diddley) – 3:02

## Muzikanten
Op dit album wordt mee gespeeld door enkele muzikanten waarmee Van Morrison al sinds de zestiger jaren regelmatig heeft samen gewerkt. Chris Farlowe is een Britse pop- en R&B zanger, die vooral bekend is geworden met een cover van het Rolling Stones-nummer Out of time (1966). Georgie Fame is een Britse R&B/jazz zanger en keyboard speler, die een hit scoorde met The ballad of Bonnie and Clyde en later samen met Alan Price het liedje Rosetta heeft opgenomen. Pul Jones was de leadzanger van Manfred Mann (o.a. bekend van Ha! Ha! Said the Clown en Pretty Flamingo). Hij had later een solohit met I‘ve been a bad, bad boy.
Jeff Beck is een rockgitarist, die begon bij the Yardbirds, daarna de Jeff Beck Group vormde en later de hardrockband Beck, Bogert and Appice oprichtte met de bassist (Tim Bogert) en drummer (Carmine Appice) van de band Vanilla Fudge.
Op dit album hebben ook veel andere muzikanten meegewerkt. Dat zijn:
- Van Morrison: zang (1-10, 12-15), elektrische gitaar (1, 5, 9, 11, 12) mondharmonica (track 3-5, 14, 15) percussie (10), saxofoon (11, 13)
- Chris Farlowe: zang (tracks 2-4, 9)
- Georgie Fame: zang (track 5) elektrisch orgel (tracks 5, 11)
- Paul Jones: zang (track 6), mondharmonica (track 6)
- Jeff Beck: elektrische gitaar (tracks 2-4, 8, 9)
- Dave Keary: elektrische gitaar (tracks 1-4, 6 - 10, 13) achtergrond zang (track 13) akoestische gitaar (track 2)
- Jeff Beck: elektrische gitaar (tracks 2-4, 8, 9)
- Ned Edwards: elektrische gitaar (tracks 14, 15) achtergrond zang (track 15)
- Paul Moran: elektrisch orgel (tracks 1-4, 7 -10, 13) trompet (track 7)
- Stuart McIlroy: piano (tracks 1, 3, 4, 9, 10, 12, 14, 15)
- Jacon Rebello: piano (track 2, 7, 8, 11, 13)
- Laurence Cottle: elektrische bas (tracks 1 - 4, 7-10, 13), trombone (track 6)
- Peter Hurley: elektrische bas (tracks 2, 11, 12, 14, 15)
- Paul Moore: elektrische bas (track 6)
- Chris Hill: dubbele bas (track 5)
- Mez Cough: drums (tracks 1-4, 6-11, 13), percussie (track 6) achtergrond zang (tracks 2-4, 8, 11, 13, 15)
- James Powell: drums (track 5)
- Collin Griffin: drums (tracks 12, 14, 15)
- Dan Ellis: percussie (track 11)
- Dana Masters: achtergrond zang (tracks 2-4, 8, 11, 13, 15)
- Sumudutu Jayatilaka: achtergrond zang (tracks 2-4, 8, 11, 13, 15)
- Elizabeth Jane Williams: achtergrond zang (track 15)

## Album
Het album Roll with the punches is geproduceerd door Van Morrison. De plaat is opgenomen in the Distillery Bath in Somerset en RAK studio three in St. John’s Wood (Londen). Geluidstechnici waren Gerry McLernon, Tristan Powell, Matt Tait en Enda Walsh, met assistentie van Will Purton, Poppy Kavangh, Rowan McIntosh, Phil Parsons en Patrick Phillips. De mastering werd verzorgd door Dick Beetham. Fotografie was in handen van Richard Wate.
'Roll with the punches' betekent zoiets als: de klappen opvangen, omgaan met tegenslagen. Op de albumhoes staat een zwart-witfoto van twee boksers die deze spreuk wel erg letterlijk in de praktijk brengen.
Roll with the punches behaalde de hitparade in een groot aantal landen:
| Land                      | Piek |
| ------------------------- | ---- |
| VS Americana Album Top 40 | 1    |
| Spanje                    | 3    |
| Schotland                 | 3    |
| Groot-Brittannië          | 4    |
| Denemarken                | 5    |
| Ierland                   | 7    |
| Zwitserland               | 9    |
| Oostenrijk                | 9    |
| Nieuw-Zeeland             | 9    |
| België (Vlaanderen)       | 9    |
| Australië                 | 11   |
| Nederland                 | 13   |
| Verenigde Staten          | 23   |
| Canada                    | 23   |
| Noorwegen                 | 30   |
| Italië                    | 31   |
| Portugal                  | 32   |
| Zweden                    | 40   |
| Frankrijk                 | 88   |
| België (Wallonië)         | 118  |